# National Eye Institute
Le National Eye Institute (NEI, littéralement « Institut national de l'œil », que l'on peut traduite par « Institut américain de l'œil ») est un des Instituts américains de santé qui fut créé en 1968.
Sa mission est de prolonger et de protéger la vision des américains. Pour cela il dirige des recherches sur la prévention et le traitement des pathologies affectant les yeux et la vision.